# Jaquirana
Jaquirana là một đô thị thuộc bang Rio Grande do Sul, Brasil. Đô thị này có diện tích 907,936 km², dân số năm 2007 là 4404 người, mật độ 4,85 người/km².